# Mormaer von Mearns
Mormaer von Mearns war der Titel eines frühmittelalterlichen regionalen Provinzherrschers im Königreich Schottland, dessen Territorium, Mearns (schottisch-gälisch An Mhaoirne), das heutige Kincardineshire umfasste.
Das Mormaerdom of Mearns ist das obskurste mittelalterliche Mormaerdom Schottlands. Ein Mormaer von Mearns ist nur aus einer Primärquelle bekannt. Diese besagt, dass König Duncan II. († 1094) von „Malpeder Mackolm, comite de Merns“, getötet worden sei. Es gibt guten Grund zur Annahme, dass dies kein Fehler ist und dass Mearns tatsächlich einst ein Mormaerdom war. Die Quelle De Situ Albanie aus dem frühen 13. Jahrhundert, verleiht dem mehr Glaubwürdigkeit, weil sie Mearns in einer Liste von dreizehn schottischen Regionen auflistet, die in 6½ Paaren jeweils eines der sieben alten Königreiche der Pikten bildeten (nämlich (1) Angus mit Mearns, (2) Athole mit Gowrie, (3) Strathearn mit Menteith, (4) Fife mit Fothreff, (5) Mar mit Buchan, (6) Moray mit Ross und (7) Caithness). Nur zwei der elf anderen Regionen ist belegt, dass sie keine Mormaerdoms waren, nämlich Fothreff und Gowrie. Es ist wahrscheinlich, dass zu der Zeit, als man in Schottland begann Mormaers konsistent urkundlich zu bezeugen, also ungefähr zwischen 1150 und 1250, Mearns bereits von der schottischen Krone absorbiert und nicht erneut verliehen worden war.